# Ernie Jones
Ernie Jones (Boca Raton, 3 gennaio 1953) è un ex giocatore di football americano statunitense che ha giocato nel ruolo di defensive back per quattro stagioni nella National Football League (NFL). Fu scelto nel corso del quinto giro (153º assoluto) del Draft NFL 1976 dai Seattle Seahawks. Al college ha giocato a football coi Miami Hurricanes.

## Carriera professionistica
Dopo tre stagioni come titolare e 9 intercetti all'Università di Miami, Jones fu scelto nel corso del quinto giro del Draft 1976 dalla neonata franchigia dei Seattle Seahawks, con cui disputò una sola stagione giocando nove partite. Nel 1977, Ernie passò ai New York Giants dove nella sua seconda annata da professionista giocò 14 partite. Nel 1978, Jones disputò tutte le 16 partite della stagione regolare, mettendo a segno un record in carriera di 3 intercetti. L'ultima delle sue quattro stagioni professionistiche la disputò coi Giants nel 1979 quando giocò 5 partite con 2 intercetti, uno dei quali ritornato in touchdown.

## Vittorie e premi
Nessuno

## Statistiche
| Partite totali   | 44 |
| Touchdown        | 1  |
| Intercetti fatti | 6  |